# Opération Alula
 (juillet 2021).
Pour les articles homonymes, voir Alula.
Guerre du Tigré
L'opération Alula Aba Nega, communément abrégée en opération Alula, est une contre-offensive lors de la guerre du Tigré menée par les forces de défense du Tigré (en) contre l'armée éthiopienne et ses alliés au Tigré. L'opération porte le nom du général éthiopien Ras Alula Aba Nega, d'origine tigréenne. L'offensive a été lancée le 18 juin 2021 et a "libéré" de vastes étendues de territoire à travers le Tigré central et oriental, y compris la capitale régionale Mekele.

## Chronologie
Le 23 juin, les forces de défense du Tigré ont abattu un avion cargo Lockheed C-130 Hercules de l'armée de l'air éthiopienne.
Le 28 juin, les forces de défense du Tigré ont pris le contrôle de la capitale régionale Mekele après avoir forcé les troupes des forces de défense nationale éthiopiennes à battre en retraite.
Le 29 juin, les soldats érythréens se sont retirés de Shire, Axum et Adwa, permettant aux forces des forces de défense du Tigré d'entrer.